# Johan Petter Åhlén
Johan Petter Åhlén, né Andersson le 13 avril 1879 à Ål (aujourd'hui Insjön), mort le 31 mars 1939 lors d'un voyage en mer au départ de New York, est un homme d'affaires suédois, fondateur notamment de la chaîne de magasins Åhléns.
Champion de curling, Åhlén remporte la médaille d'argent de la discipline lors des Jeux olympiques de Chamonix en 1924.

## Vie personnelle
Johan Petter Andersson est le fils d'un couple d'agriculteurs, Marits Anders Andersson et Brittas Karin Christoffersdotter. Il entame sa carrière dans le commerce de détail alors qu'il est encore adolescent, en travaillant comme revendeur pour la société de vente par correspondance Fröhléen & comp. Lorsqu'en 1897 son oncle Erik Andersson rejoint la même société, leur patron, estimant avoir trop d'employés nommés Andersson, leur demande de changer de nom. Johan Petter opte pour Åhlén (dérivé de son lieu de naissance, Ål) tandis que son oncle choisit de s'appeler Holm.
Johan Petter Åhlén se marie en 1903 avec Elin Maria Charlotta Brolin avec qui il aura deux fils : Gösta Mauritz Åhlén et Anders Ragnar Åhlén, qui tous deux occuperont le poste de directeur-général dans l'une de ses entreprises.

## L'entrepreneur
Avec son oncle Erik Holm, Johan Petter Åhlén fonde à Insjön en 1899 sa propre société de vente par correspondance. La compagnie est baptisée Åhlén & Holm, mais dès 1902 Åhlén en est le seul propriétaire. Le premier produit mis en vente, un portrait de la famille royale, s'écoule à 100 000 exemplaires. Après quelques mois, un premier catalogue contenant 272 articles est publié. C'est en particulier dans les campagnes que ce catalogue, qui ouvre la porte sur un monde de consommation inconnu jusqu'alors, connait le succès. La société croît rapidement et dès 1909, l'activité de vente par correspondance fait de la gare d'Insjön la seconde gare de Suède, après Stockholm, en ce qui concerne le trafic de colis postaux.
Le succès est bâti entre autres sur un concept publicitaire novateur. En 1911, Åhlén & Holm parcourt par exemple 25 000 km à travers la Suède avec un véhicule publicitaire. Pour de nombreux Suédois, c'est l'occasion de monter pour la première fois dans une automobile. Deux ans plus tard, des brochures publicitaires sont dispersées à partir d'un avion, et des baptêmes de l'air sont organisés.
Åhlén & Holm poursuit sa croissance, et il devient finalement impossible d'assurer la distribution depuis Insjön. En 1915, la compagnie prend le statut de société par actions et s'installe à Stockholm.
En 1906, Johan Petter Åhlén fonde avec Erik Åkerlund une société d'édition baptisée Åhlén & Åkerlund, qui prend plus tard le nom de Åhlén & söner. En 1932, il crée la chaine de magasins Tempo qui sera ensuite renommée simplement Åhléns.

## Le champion de curling
Åhlén est aussi l'un des pionniers suédois du curling, et l'un des plus grands promoteurs de ce sport en Suède. Il occupe plusieurs postes à responsabilité, tel que vice-président de la fédération suédoise de curling entre 1935 et 1938. En tant que joueur, il fait partie de l'équipe qui s'empare de la médaille d'argent aux Jeux olympiques d'hiver de Chamonix en 1924. Il remporte également à trois reprises le championnat de Suède.